# Sosippus agalenoides
Sosippus agalenoides là một loài nhện trong họ Lycosidae.
Loài này thuộc chi Sosippus. Sosippus agalenoides được Richard C. Banks miêu tả năm 1909.